# Loening PW-2
El Loening PW-2 fue un monoplano de caza monoplaza estadounidense, diseñado por Grover Loening y construido por su compañía Loening Aeronautical Engineering.

## Desarrollo
Basado en el anterior caza monoplano de alas arriostradas y biplaza, el M-8, el PW-2 era una variante monoplaza para el Servicio Aéreo del Ejército de los Estados Unidos. Tenía un tren de aterrizaje fijo de patín de cola y estaba equipado con un motor Wright-Hispano H montado en el morro con una hélice tractora. El piloto tenía una cabina abierta. La compañía construyó tres prototipos designados PW-2, a los que siguió una orden de producción de 10 aviones, designados PW-2A. Los PW-2A eran similares a los PW-2, pero tenían una unidad de cola revisada. Después de haber sido entregados cuatro aviones, uno se estrelló cuando las alas se separaron del avión; el contrato fue cancelado. Uno de los PW-2A fue modificado con alas de menor envergadura y un motor Packard 1A-1237 de 260 kW (350 hp), como PW-2B.

## Variantes
PW-2
Prototipo, tres construidos, uno de los cuales tenía timones dobles, no voló y fue utilizado para pruebas estáticas.
PW-2A
Variante de producción con unidad de cola revisada, cuatro construidos y seis cancelados.
PW-2B
Un PW-2A modificado con alas de menor envergadura y un motor Packard 1A-1237 de 260 kW (350 hp).

## Operadores
Estados Unidos
- Servicio Aéreo del Ejército de los Estados Unidos

## Especificaciones (PW-2A)
Referencia datos: Fighters of the United States Air Force

### Características generales
- Tripulación: Uno (piloto)
- Longitud: 8 m (26,1 ft)
- Envergadura: 12,1 m (39,8 ft)
- Superficie alar: 27,8 m²[2]
- Peso cargado: 1270 kg
- Planta motriz: 1× motor lineal V8 refrigerado por agua Wright-Hispano H.
  - Potencia: 239 kW (330 HP; 325 CV)

### Rendimiento
- Velocidad nunca excedida (Vne): 219 km/h (136 MPH; 118 kt)

### Armamento
- Ametralladoras: 

  - 2x Lewis de 7,62 mm fijas de fuego frontal

## Aeronaves relacionadas

### Desarrollos relacionados
- Loening M-8

### Secuencias de designación
- Secuencia PW-_ (Aviones de Caza (Persecución, refrigerado por Agua) del USAAS, 1919-24): PW-1 - PW-2 - PW-3 - PW-4 - PW-5 →